# دره گزندر سرابی
درهٔ گزندر و سرابی یکی از دره‌های واقع در کوهستان الوند است. این دره باصفا در شرق شهر تویسرکان و در ابتدای ورودی این شهر از سمت جوکار قرار دارد. این دره با حدود ۵۰۰ هکتار مساحت، به دلیل فراوانی آب و وجود خاک مناسب و نسبتاً عمیق از استعداد بالایی در زراعت و باغداری برخوردار است. رود سرابی در این دره جاری است.
در ارتفاعات مشرف به دره، بقایای سنگرهای سپاهان نادرشاه به شکل سنگ‌چینی دیده می‌شود و اهالی آن را طر نادری می‌نامند. این سنگرها در جنگ با عثمانی‌ها مورد استفادهٔ پیاده‌نظام سپاه نادری بود. این دره دارای منظری زیبا و چشم‌نواز و آب‌وهوایی دلپذیر و از گذشته‌های دور از تفریحگاه‌های مورد توجه اهالی بوده‌است.